# August Saabye
 (juillet 2021).
Si vous disposez d'ouvrages ou d'articles de référence ou si vous connaissez des sites web de qualité traitant du thème abordé ici, merci de compléter l'article en donnant les références utiles à sa vérifiabilité et en les liant à la section « Notes et références ».
August Vilhelm Saabye (7 août 1823 - 12 novembre 1916) est un sculpteur danois.

## Biographie
August Saabye est né à Skivholme, Aarhus, et étudie la sculpture à l'Académie des Beaux-Arts de Copenhague. Il travaille ensuite dans l'atelier de Herman Wilhelm Bissen, dans la tradition classique de Thorvaldsen.
En 1855, Saabye se rend à Rome et y reste jusqu'en 1865.
Ses élèves comprennent Anne-Marie Carl-Nielsen et Gerda Madvig.
A Copenhague, on trouve ses sculptures représentant H.C. Andersen, dans le parc de Rosenborg, et de J.P.E. Hartmann, sur la place Sankt Anna.